# IC 3464
IC 3464 је појединачна звијезда у сазвјежђу Береникина коса која се налази на листи објеката дубоког неба у Индекс каталогу.
Деклинација објекта је + 26° 0' 16" а ректасцензија 12h 32m 0,3s.